# Autoridade Nacional de Emergência e Proteção Civil
A  Autoridade Nacional de Emergência e Proteção Civil / ANEPC é um serviço central da administração direta do Estado, dotado de autonomia administrativa e financeira e património próprio, sob tutela do Ministério da Administração Interna de Portugal. É responsável pelo planeamento, coordenação e execução das políticas de emergência e de proteção civil, designadamente na prevenção e na resposta a acidentes graves e catástrofes, de proteção e socorro de populações, coordenação dos agentes de proteção civil, nos termos legalmente previstos, e assegurar o planeamento e coordenação das necessidades nacionais na área do planeamento civil de emergência, com vista a fazer face a situações de crise ou de guerra.

## Missão da Autoridade Nacional de Emergência e Proteção Civil
- Planear, coordenar e executar as políticas de emergência e de proteção civil no território continental;
- Articular e coordenar a atuação dos agentes de proteção civil e entidades que desenvolvem ações em matérias de emergência e de proteção civil;
- Assegurar o planeamento e coordenação das necessidades nacionais de planeamento civil de emergência;
- Executar a política de cooperação internacional do Estado Português no domínio da proteção civil.

## Simbologia da Autoridade Nacional de Emergência e Proteção Civil
A identidade visual da ANEPC procura refletir a sua missão e atividade. O movimento sem-fim das três linhas que compõem o símbolo remete para a ação permanente da Autoridade na prevenção de riscos e resposta a acidentes graves e catástrofes. Utilizando as cores do símbolo internacional de proteção civil, o azul e o laranja, integra ainda a cor verde pela sua ligação simbólica com o ambiente. O círculo que as envolve evoca o papel coordenador da Autoridade no âmbito do Sistema Nacional de Proteção Civil.

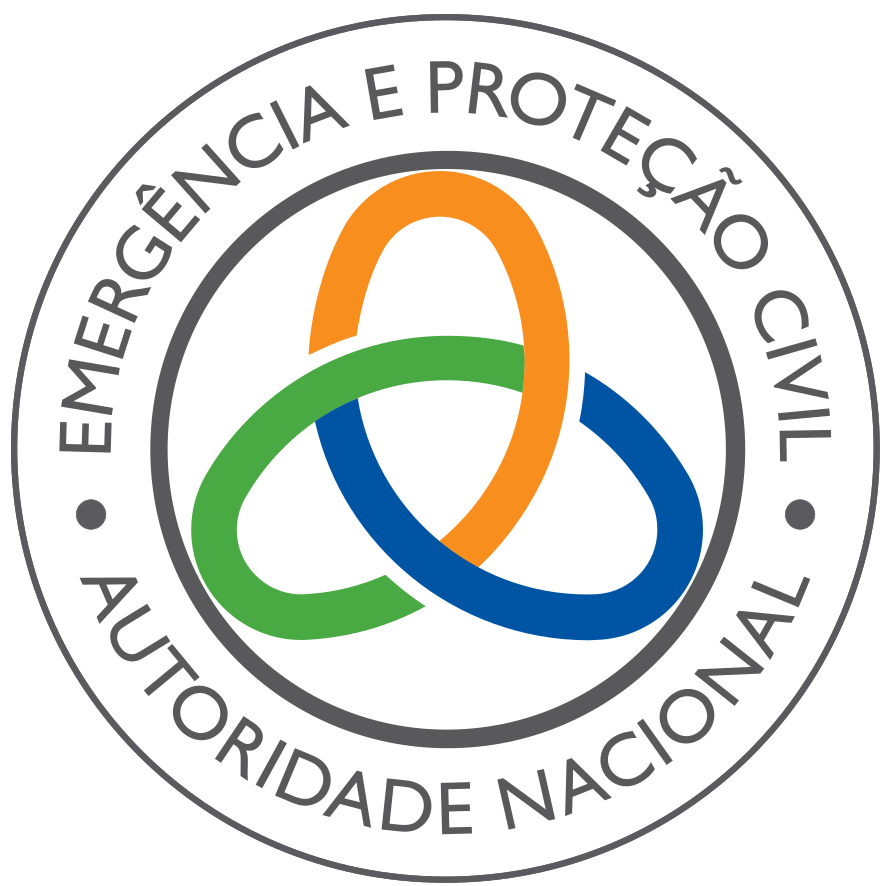
Símbolo da Autoridade Nacional de Emergência e Proteção Civil

## Organização da ANEPC
A ANEPC é superiormente dirigida por um presidente, designado pelo Primeiro-Ministro, sob proposta do membro do Governo responsável pela área da administração interna, sendo equiparado a subsecretário de Estado e dispondo de gabinete próprio. Funcionam na sua dependência estruturas orgânicas vocacionadas para assegurar as relações externas, a comunicação e a divulgação de informação relevante em matéria de emergência e proteção civil.
A organização interna da ANEPC obedece ao modelo de estrutura hierarquizada e compreende as seguintes direções nacionais: Direção Nacional de Prevenção e Gestão de Riscos; Direção Nacional de Administração de Recursos; Direção Nacional de Bombeiros e Inspeção de Serviços de Emergência e Proteção Civil.
Com vista a assegurar o comando operacional de emergência e proteção civil e ainda o comando operacional integrado de todos os agentes de proteção civil no respeito pela sua autonomia própria, a organização interna da ANEPC compreende ainda:
a) O Comando Nacional de Emergência e Proteção Civil;
b) Os comandos regionais de emergência e proteção civil, cuja circunscrição territorial corresponde às NUTS II do continente*;
c) Os comandos sub-regionais de emergência e proteção civil, cuja circunscrição territorial corresponde ao território das entidades intermunicipais do continente*.
As estruturas regionais e sub-regionais da ANEPC previstas entrarão em funcionamento de forma faseada, definida por despacho do membro do Governo responsável pela área da administração interna. Até à entrada em funcionamento das estruturas operacionais referidas no número anterior, mantêm-se as previstas nos artigos 18.º e 20.º do Decreto-Lei n.º 73/2013, de 31 de maio  , ou seja 1 Comando Nacional de Operações de Socorro, 5 Agrupamentos Distritais de Operações de Socorro e 18 Comandos Distritais de Operações de Socorro.
De acordo com o Despacho n.º 3212-A/2022 a localização dos comandos sub-regionais de emergência e proteção civil é a seguinte:
| Comandos Sub-Regionais                               | Localização            |
| ---------------------------------------------------- | ---------------------- |
| Comando Sub-Regional do Alto Minho                   | Viana do Castelo       |
| Comando Sub-Regional do Alto Tâmega                  | Chaves                 |
| Comando Sub-Regional da Área Metropolitana do Porto  | Porto                  |
| Comando Sub-Regional do Ave                          | Fafe                   |
| Comando Sub-Regional do Cávado                       | Braga                  |
| Comando Sub-Regional do Douro                        | Vila Real              |
| Comando Sub-Regional do Tâmega e Sousa               | Baião                  |
| Comando Sub-Regional das Terras de Trás-os-Montes    | Bragança               |
| Comando Sub-Regional da Beira Baixa                  | Castelo Branco         |
| Comando Sub-Regional das Beiras e Serra da Estrela   | Guarda                 |
| Comando Sub-Regional da Região de Aveiro             | Aveiro                 |
| Comando Sub-Regional da Região de Coimbra            | Coimbra                |
| Comando Sub-Regional da Região de Leiria             | Leiria                 |
| Comando Sub-Regional de Viseu Dão Lafões             | Viseu                  |
| Comando Sub-Regional da Área Metropolitana de Lisboa | Lisboa                 |
| Comando Sub-Regional da Lezíria do Tejo              | Almeirim               |
| Comando Sub-Regional do Médio Tejo                   | Vila Nova de Barquinha |
| Comando Sub-Regional do Oeste                        | Caldas da Rainha       |
| Comando Sub-Regional do Alentejo Central             | Évora                  |
| Comando Sub-Regional do Alentejo Litoral             | Grândola               |
| Comando Sub-Regional do Alto Alentejo                | Portalegre             |
| Comando Sub-Regional do Baixo Alentejo               | Beja                   |
| Comando Sub-Regional do Algarve                      | Loulé                  |

## Força Especial de Proteção Civil (FEPC)
A ANEPC integra a Força Especial de Proteção Civil, uma força de prevenção e resposta a situações de emergência e de recuperação da normalidade da vida das comunidades afetadas por acidentes graves ou catástrofes, no âmbito do sistema integrado de operações de proteção e socorro, conforme disposto no artigo 25º do Decreto-Lei n.º 45/2019, de 1 de abril. Sucede à Força Especial de Bombeiros (FEB) também vulgarmente conhecida por "Canarinhos", sendo dotada de estrutura e comando próprio, organizada e inserida no dispositivo operacional da Autoridade Nacional de Emergência e Proteção Civil (ANEPC), dependendo operacionalmente do Comandante Nacional de Emergência e Proteção Civil (CONEPC).
MISSÃO
A Força tem como missão:
1. Atuar, com elevado grau de prontidão, em situações de emergência, proteção e socorro, através da realização de ações de prevenção, combate, apoio ou de recuperação em qualquer local no território nacional ou fora do país;
2. Atuar noutras missões no âmbito da proteção civil que lhe sejam determinadas;
3. Colaborar na formação especializada em valências que venha a estar credenciada;
4. Colaborar em ações de sensibilização e divulgação nas áreas de proteção civil;
5. Colaborar em ações de prevenção estrutural.

### SIMBOLOGIA
O logótipo da FEPC simboliza a agilidade e transversalidade da Força, numa alusão aos elementos Ar e Terra, nos quais, a par dos elementos Fogo e Água, a FEPC projeta a sua intervenção.
É constituído por um símbolo e as inscrições gráficas “Força Especial de Proteção Civil” e “ANEPC - Portugal”. O logótipo é circular, tendo uma faixa circular circundante azul escura que termina com anel amarelo. Ao centro está aposto o símbolo da FEPC, duas asas amarelas com cercadura azul escura, com fundo superior azul claro, inferior verde e separação amarela, e com o Símbolo Internacional da Proteção Civil sobreposto na base.

## Proteção civil em Portugal
Em Portugal, proteção civil é a atividade desenvolvida pelo Estado, regiões autónomas, autarquias locais, cidadãos e por todas as entidades públicas ou privadas com a finalidade de prevenir riscos colectivos inerentes a situações de acidentes graves ou catástrofes, de atenuar os seus efeitos e de proteger as pessoas e bens em perigo quando aquelas situações ocorram. O organismo responsável por planear, coordenar e executar a política portuguesa de proteção civil é a Autoridade Nacional de Emergência e Proteção Civil.

### Domínios de atuação
Os domínios de atuação da proteção civil são os seguintes:
- Levantamento, previsão, avaliação e prevenção dos riscos coletivos;
- Análise permanente das vulnerabilidades perante situações de risco;
- Informação e formação das populações, visando a sua sensibilização em matéria de autoproteção e de colaboração com as autoridades;
- Planeamento de soluções de emergência, visando a busca, o salvamento, a prestação de socorro e de assistência, bem como a evacuação, alojamento e abastecimento das populações;
- Inventariação dos recursos e meios disponíveis e dos mais  facilmente  mobilizáveis,  ao  nível  local,  regional  e nacional;
- Estudo e divulgação de formas adequadas de proteção dos edifícios em geral, de monumentos e de outros bens culturais, de infraestruturas, do património arquivístico, de instalações de serviços essenciais, bem como do ambiente e dos recursos naturais;
- Previsão e planeamento de ações atinentes à eventualidade de isolamento de áreas afetadas por riscos.

### Entidades responsáveis pela proteção civil
As entidades político-administrativas, responsáveis pela proteção civil, aos níveis nacional, distrital e municipal, são:
- O primeiro-ministro ou, por delegação, o ministro da Administração Interna, sendo coadjuvado pelo Comandante Operacional Nacional / Comandante Nacional de Emergência e Proteção Civil;
- O  membro do governo responsável pela área  da  proteção  civil, coadjuvado pelo Comandante Operacional Distrital (CODIS);
- Os presidentes das câmaras municipais, coadjuvado pelo comandante operacional municipal (COM).

A Comissão Nacional de Proteção Civil assiste o primeiro-ministro e o Governo no exercício das suas competências em matéria de proteção civil.

### História
Em plena Segunda Guerra Mundial, face à hipótese de um ataque a Portugal e à necessidade de proteção das populações e dos órgãos vitais do país, o governo de Salazar cria a Defesa Civil do Território (DCT). Estabelecida pelo Decreto-Lei n.º 31 956 de 2 de abril de 1942, a DCT tinha como objetivo assegurar o regular funcionamento, em tempo de guerra ou de grave emergência, das atividades do país, ficando a sua organização a cargo da Legião Portuguesa. Competia, nomeadamente, à DCT:
1. a defesa das populações e da riqueza pública contra ataques aéreos,
2. a guarda das comunicações, das obras de arte e dos centros vitais de qualquer natureza contra ataques da aviação inimiga,
3. a guarda ou a inutilização das zonas de retaguarda ou do interior de tudo o que possa ser útil ao inimigo,
4. a inutilização das tentativas de destruição dos bens públicos por parte dos agitadores estrangeiros ou nacionais,
5. a vigilância das atividades exercidas por estrangeiros e por nacionais atentatórias da segurança militar do território,
6. a preparação moral da Nação para a guerra no sentido de fortalecer o espírito de vitalidade e de resistência da população e a coesão nacional em face do perigo.

Com a entrada de Portugal na OTAN e o início da Guerra Fria, a DCT prepara a defesa passiva do país contra um possível ataque nuclear. É dada prioridade à instrução das populações com o auxílio de organizações como a Mocidade Portuguesa, escuteiros e Cruz Vermelha Portuguesa. Através da Lei n.º 2093, de 20 de junho de 1958, a DCT é reorganizada, mantendo-se a sua organização agregada à Legião Portuguesa. Passa a existir a Organização Nacional da Defesa Civil do Território (ONDCT), cujo comandante nacional é o próprio comandante-geral da Legião Portuguesa. Em cada uma das províncias ultramarinas é prevista uma organização semelhante designada "organização provincial de defesa civil".
Na sequência do 25 de abril de 1974, a Legião Portuguesa é extinta e com ela também a ONDCT, ficando o país sem qualquer estrutura nacional de defesa civil.
Uma nova estrutura começou a ser construída a partir de 1975, com a criação do Serviço Nacional de Proteção Civil (SNPC), através do Decreto-Lei n.º 78/75 de 22 de fevereiro. No entanto, só cinco anos depois, em 1980, através do Decreto-Lei n.º 510/80, de 25 de Outubro são definidas a organização, atribuições e competências do SNPC, nascendo o Sistema Nacional de Proteção Civil. De observar que com a extinção da ONDCT e a criação do SNPC deixa de ser empregue o termo "defesa civil" e passa a ser utilizado o termo "proteção civil". Perante a diminuição do perigo de ataques militares ao território de Portugal, a proteção civil passa a orientar-se mais para a proteção contra acidentes e catástrofes naturais. Entretanto, em 1979, é criado o Serviço Nacional de Bombeiros (SNB) para superintender nos corpos de bombeiros e em 1987 é criada a Comissão Especializada em Fogos Florestais (CEFF) para coordenar o combate aos incêndios nas florestas. No âmbito das autonomias regionais, são criados os serviços regionais de proteção civil das regiões autónomas dos Açores e da Madeira, respetivamente em 1980 e 1982. Em 1991, é publicada a Lei n.º 113/91 de 29 de agosto (Lei de Bases da Proteção Civil) que sistematiza e estrutura a proteção civil, alterada pela Lei Orgânica n.º 1/2011, de 30 de novembro e pela Lei n.º 80/2015, de 3 de agosto, que república o diploma).
Pelo Decreto-Lei n.º 49/2003, de 25 de março, o SNPC, o SNB e a CEFF são fundidos num único organismo que passa a ser o Serviço Nacional de Bombeiros e Proteção Civil (SNBPC). O SNBPC é reestruturado pelo Decreto-Lei n.º 203/2006 de 27 de outubro, passando a designar-se "Autoridade Nacional de Proteção Civil". Em 2019, é criada, pelo Decreto-Lei n.º 45/2019, de 1 de abril, a Autoridade Nacional de Emergência e Proteção Civil que  sucede em todos os direitos, obrigações e atribuições da Autoridade Nacional de Proteção Civil.